# 팔라스다람쥐

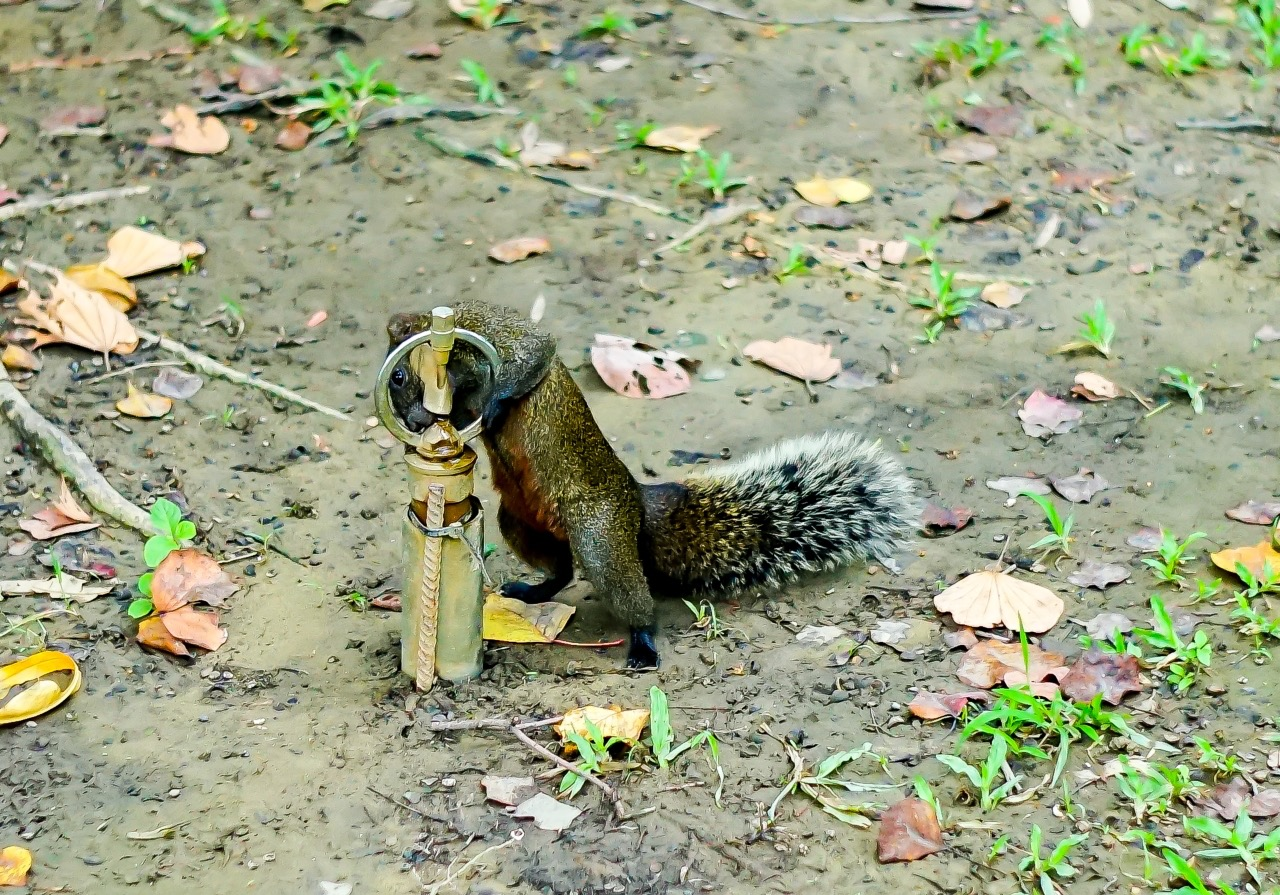
공원에서 물을 마시는 팔라스다람쥐

팔라스다람쥐 또는 붉은배나무다람쥐(Callosciurus erythraeus)는 다람쥐과에 속하는 설치류의 일종이다. 대중화지구와 인도, 동남아시아에서 발견된다.

## 특징
팔라스다람쥐는 중간 크기의 나무다람쥐로 머리부터 몸까지 길이가 16~28cm, 꼬리 길이가 26cm이다. 암컷과 수컷 둘 다 크기와 겉모습이 유사하고, 몸무게는 310~460g이다. 털 색은 여러 아종마다 상당히 다양하지만, 상체는 일반적으로 갈색이고, 배 쪽은 좀더 불그스레한 색조를 띠며 꼬리는 일부 검은색을 보이기도 한다. 모피의 정확한 패턴과 음영을 통해 아종을 구별할 수도 있지만 다른 유사하고 다양한 나무다람쥐류 전체에서 팔라스다람쥐를 색으로 구별하기는 어렵다.

## 분포 및 서식지
팔라스다람쥐는 인도 동부와 부탄, 미얀마 북부와 동부, 베트남, 캄보디아 일부와 라오스, 태국 대부분 지역, 말레이시아 반도 북부, 대만, 하이난성을 포함한 중국 남부와 동부 지역을 포함하는 동남아시아와 동아시아 남부 전역에서 발견된다. 분포 지역 해발 3000m 이하 숲 서식지의 열대와 아열대 상록수림과 활엽수림, 아고산 침엽수림 산지에서 서식한다. 개체군은 아르헨티나 부에노스아이레스주와 벨기에, 네델란드, 프랑스, 일본에도 도입되어 발견된다.

## 아종
30여 종 이상의 아종이 알려져 있다.
| - C. e. erythraeus - C. e. atrodorsalis - C. e. bartoni - C. e. bhutanensis - C. e. bonhotei - C. e. castaneoventris - C. e. erythrogaster - C. e. flavimanus - C. e. gloveri - C. e. gongshanensis - C. e. gordoni | - C. e. griseimanus - C. e. griseopectus - C. e. haringtoni - C. e. hendeei - C. e. hyperythrus - C. e. intermedius - C. e. michianus - C. e. ningpoensis - C. e. pranis - C. e. qinglingensis - C. e. rubeculus | - C. e. shanicus - C. e. siamensis - C. e. sladeni - C. e. styani - C. e. thai - C. e. thaiwanensis - C. e. wuliangshanensis - C. e. wulingshanensis - C. e. zhaotongensis - C. e. zimmeensis |